# Phireza sexmaculata
Phireza sexmaculata är en spindelart som beskrevs av Simon 1886. Phireza sexmaculata ingår i släktet Phireza och familjen krabbspindlar. Inga underarter finns listade i Catalogue of Life.